# Sattleria pyrenaica
Sattleria pyrenaica is een vlinder uit de familie tastermotten (Gelechiidae). De wetenschappelijke naam is voor het eerst geldig gepubliceerd in 1904 door Petry.
De soort komt voor in Europa.